# Orthotrichum ibukiense
Orthotrichum ibukiense är en bladmossart som beskrevs av Toyama 1938. Orthotrichum ibukiense ingår i släktet hättemossor, och familjen Orthotrichaceae. Inga underarter finns listade i Catalogue of Life.